# 암태도
암태도(巖泰島)는 전라남도 신안군 암태면에 위치한 섬이다. 지리적으로 목포에 가까우며, 현재는 해상교통수단인 페리로 목포연안여객선터미널등으로 나갈 수 있다. 하지만 압해도와 연결하는 천사대교가 2019년에 완공 및 개통을 하여 육지와 연결되었다. 이웃 섬인 자은도, 팔금도와 교량으로 연결되어 있다.

## 문화재 지정
- 신안 암태도 송곡리 매향비 - 전라남도의 기념물 제223호 (2004년 9월 20일 지정)